# Ceryx antiopa
Ceryx antiopa är en fjärilsart som beskrevs av Sergius G. Kiriakoff 1953. Ceryx antiopa ingår i släktet Ceryx och familjen björnspinnare. Inga underarter finns listade i Catalogue of Life.